# Tom McNally
Tom McNally, baron McNally, (né le 20 février 1943) est un homme politique britannique et un ancien chef des libéraux démocrates à la Chambre des lords.

## Jeunesse
McNally est né à Blackpool avec des origines catholiques irlandaises et fréquente le St Joseph's College de Blackpool. Il va ensuite à l'University College de Londres, où il est élu président de la Debating Society ainsi que président de l'University College London Union.
Il travaille pour la Fabian Society, puis comme employé à plein temps du Parti travailliste, devenant son secrétaire international. Il est conseiller politique du ministre des Affaires étrangères, James Callaghan pendant le conflit à Chypre dans les années 1970, avant de devenir chef du bureau politique du Premier ministre à Downing Street en 1976 lorsque Callaghan succède à Harold Wilson.

## Carrière politique
Élu à la Chambre des communes en 1979 pour la circonscription de Stockport Sud, il est en 1981 l'un des derniers transfuges du nouveau Parti social-démocrate. Après les changements de limites de circonscription pour les élections générales de 1983, McNally est le candidat du SDP pour la nouvelle circonscription de Stockport, mais termine à la troisième place derrière le Parti travailliste et le vainqueur conservateur, Tony Favell.
À partir de 1993, il est responsable des affaires publiques chez Shandwick Consultants, puis vice-président non exécutif de son successeur Weber Shandwick.
Le 18 novembre 1995, il est créé pair à vie. Les lettres patentes sont délivrées le 20 décembre et il prend le titre de baron McNally, de Blackpool dans le comté de Lancashire.
Après avoir été élu sans opposition pour succéder à la baronne Williams de Crosby, il prend ses fonctions de chef des libéraux démocrates à la Chambre des lords au début de la session 2004/05 du Parlement.
En janvier 2006, McNally est en partie responsable de la démission de Charles Kennedy en tant que chef des libéraux démocrates, avec des commentaires critiques concernant la direction du parti par Kennedy et l'effet que les luttes intestines avaient sur leurs perspectives électorales lors des prochaines élections locales en mai.
Il est président du Parti de circonscription libéral démocrate de Stockport depuis 2007. En mai 2010, à la suite de la formation du gouvernement de coalition conservateur-libéral démocrate, Lord McNally est nommé ministre d'État au ministère de la Justice, sous Kenneth Clarke.
En 2012, McNally justifie l'absence de grâce officielle du mathématicien Alan Turing sur des accusations d'indécence, affirmant que Turing avait été à juste titre poursuivi en vertu des lois britanniques des années 1950.
Le 2 octobre 2013, Lord McNally annonce qu'il démissionne de son poste de chef des libéraux démocrates à la Chambre des lords, affirmant que c'était "un immense privilège de servir en tant que chef d'un groupe qui, par sa discipline et sa cohésion, a constamment au-dessus de son poids " .
Lord McNally démissionne de son poste de ministre d'État à la Justice le 18 décembre 2013 à la suite de sa nomination à la présidence du Youth Justice Board. Il est vice-président du Debating Group.
Lord McNally est marié et père de deux fils et d'une fille.